# 545

## Esdeveniments
- Bangor (Gal·les): Sant Deiniol és consagrat bisbe de la ciutat per Sant David de Gal·les.[1]

## Naixements
- Aràbia: Abd-Al·lah ibn Abd-al-Múttalib, pare del profeta Mahoma. (m. 570).[2]

## Necrològiques
- Antioquia (Síria): Efraïm, patriarca de la ciutat.[3]